# Йоган Ланфат
Йоган Ланфат (нім. Johann Lonfat, нар. 11 вересня 1973, Мартіньї) — швейцарський футболіст, півзахисник.
Насамперед відомий виступами за клуби «Сьйон», «Серветт» та «Сошо», а також за національну збірну Швейцарії.

## Клубна кар'єра
У дорослому футболі дебютував у 1991 році виступами за команду клубу «Лозанна», в якій провів один сезон, взявши участь лише у 6 матчах чемпіонату. 
Своєю грою за цю команду привернув увагу представників тренерського штабу клубу «Сьйон», до складу якого приєднався 1992 року. Відіграв за команду зі Сьйона наступні шість сезонів своєї ігрової кар'єри. Більшість часу, проведеного у складі «Сьйона», був основним гравцем команди.
У 1998 році уклав контракт з клубом «Серветт», у складі якого провів наступні чотири роки своєї кар'єри гравця.  Граючи у складі «Серветта» також здебільшого виходив на поле в основному складі команди.
З 2002 року п'ять сезонів захищав кольори команди клубу «Сошо». 
Завершив професійну ігрову кар'єру у клубі «Серветт», у складі якого вже виступав раніше. Увійшов до складу команди в 2007 році, захищав її кольори до припинення виступів на професійному рівні у 2009 році.

## Виступи за збірну
У 1997 році дебютував в офіційних матчах у складі національної збірної Швейцарії. Протягом кар'єри у національній команді, яка тривала 9 років, провів у формі головної команди країни 24 матчі, забивши 1 гол.
У складі збірної був включений до списку учасників чемпіонату Європи 2004 року у Португалії, проте в останній момент отримав травму і був замінений на Транквілло Барнетту.

## Досягнення
- Чемпіон Швейцарії (2): 1997, 1999.
- Володар кубка Швейцарії (4): 1995, 1996, 1997, 2001
- Володар кубка французької ліги (1): 2004
- Володар кубка Франції (1): 2007